# Geronimo Meynier
Geronimo Meynier (ur. 5 lipca 1941 w Rijece, zm. 23 stycznia 2021 w Mediolanie) – włoski aktor.

## Kariera filmowa
Debiutował mając czternaście lat w 1955 roku w filmie Młodzi przyjaciele w reżyserii 
Franca Rossiego. Zagrał w kilkunastu filmach, współpracując z takimi reżyserami, jak: Alberto Lattuada, Francesco De Robertis, Mauro Morassi, Mario Monicelli, Mario Camerini, Giulio Petroni, Camillo Mastrocinque, Giuliano Carnimeo, Luigi Zampa, Vittoriano Petrilli, Duilio Coletti, Renzo Rossellini, Riccardo Freda.
Meynier zmarł 23 stycznia 2021 na COVID-19 w wieku 79 lat, podczas pandemii COVID-19 we Włoszech.

## Filmografia
Aktor występował w filmach fabularnych i komediach.
- 1955: Młodzi przyjaciele (Amici per la pelle) jako Mario
- 1956: Guendalina jako chłopak nad morzem
- 1957: Ragazzi della marina
- 1957: Il Cocco di mamma jako Smilzo
- 1958: Pierwsza miłość (Primo amore) jako Giggi
- 1958: Amore e chiacchiere jako Paolo Bonelli
- 1959: Człowiek zza biurka (Il Magistrato)
- 1959: Zimowe wakacje (Il magistrato) jako Franco
- 1959: Sto kilometrów (La cento chilometri) jako Stefano
- 1959: Wielka wojna (La grande guerra) jako posłaniec
- 1960: Sotto dieci bandiere jako niemiecki marynarz
- 1960: Stefanie in Rio jako Diego
- 1960: Totò, Fabrizi e i giovani d'oggi jako Carlo D'Amore
- 1961: Tototruffa '62 jako Franco Malvasia
- 1962: Miłość dwudziestolatków (L'amour à vingt ans) jako Leonardo
- 1962: Dal sabato al lunedì jako Enrico
- 1964: Romeo i Julia (Romeo e Giulietta) jako Romeo